# Bo oszalałem dla niej
Bo oszalałem dla niej – polski telewizyjny film komediowy z 1980 roku, w reżyserii Sylwestra Chęcińskiego. Pierwowzorem scenariusza do filmu było opowiadanie Jerzego Stawińskiego pt. Bo oszalałem dla niej.
Plenery: Warszawa (Dworzec Centralny, Rynek Starego Miasta), Zakopane, Lubawka.

## Treść
Skromny buchalter Roman Kolatowski zawsze chciał zostać aktorem. Ma w tym kierunku ogromne ambicje, które sięgają Teatru Wielkiego w Warszawie. Niespodziewanie okazuje się, że jego marzenie ma szansę na spełnienie - podczas występu w teatrze amatorskim zwraca na niego uwagę pewien człowiek - szef zaopatrzenia zakładów odzieżowych. Jego zdaniem, Roman świetnie sprawdzi się w roli zaopatrzeniowca dzięki swym zdolnościom aktorskim.

## Obsada aktorska
- Zdzisław Wardejn – Roman Kolatowski
- Gabriela Kownacka – Sylwia
- Ignacy Gogolewski – aktor Barnaba
- Witold Pyrkosz – Władzio, kierownik zbytu
- Witold Skaruch – dyrektor Krajak
- Wiesław Drzewicz – ortodonta Józefat Rakowicz
- Małgorzata Zajączkowska – Alina, dziewczyna poznana w pociągu
- Alicja Jachiewicz – Jadzia, dziewczyna poznana w teatrze
- Krystyna Królówna – Elmira
- Ferdynand Matysik – Jarosz, kierownik zaopatrzenia zakładów
- Edwin Petrykat – lekarz
- Genowefa Wydrych – Kolatowska, żona Romana
- Jerzy Schejbal – porucznik MO
- Barbara Rachwalska – pracownica teatru
- Bogusław Sar